# Mordfall Charlotte Böhringer
Die 59-jährige Unternehmerin Charlotte Böhringer wurde am 15. Mai 2006 in ihrer Wohnung in München erschlagen. Einen Tag nach dem sogenannten Parkhausmord fand man sie dort tot auf. Am 12. August 2008 sprach das Landgericht München I ihren Neffen Benedikt Toth in einem Indizienprozess  der Tat schuldig und verurteilte ihn unter Feststellung der besonderen Schwere der Schuld zu einer lebenslangen Freiheitsstrafe wegen Mordes. 

## Tathergang, Ermittlungen und möglicher Hintergrund
Charlotte Böhringer besaß Immobilien im Wert von mehreren Millionen Euro sowie ein Parkhaus. Als Erben für dieses Vermögen hatte sie ihre beiden Neffen Mate und Benedikt Toth eingesetzt. Letzterer sollte nach ihrem Willen auch die Leitung des Parkhauses übernehmen, vorher aber sein Jurastudium erfolgreich abschließen. Dieses hatte er jedoch de facto abgebrochen, seine Tante aber nicht darüber informiert.
Die Penthousewohnung, in der Böhringer wohnte, befand sich über ihrem Parkhaus. Am Tag der Tat wollte sie diese Wohnung verlassen und zu einem wöchentlichen Stammtisch gehen. Man geht davon aus, dass der Täter das wusste. Er fing Böhringer an der Tür ab und drängte sie mit Schlägen auf den Kopf in den Flur der Wohnung zurück. Dort tötete er sie mit mindestens 24 Schlägen auf den Kopf. Das bis heute nicht gefundene Tatwerkzeug war laut Obduktion ein schwerer Gegenstand. Denkbar sei ein Hammer mit kleiner Kante oder ein Kombiwerkzeug. In diese Richtung deuten auch schwarze Lackspuren, die sich am Schädel des Opfers fanden. Todesursache war eine zentrale Lähmung bei schwerer Schädel-Hirn-Verletzung in Verbindung mit massivem Blutverlust nach außen. Der zuständige Gerichtsmediziner ging davon aus, dass Böhringer zwischen 18:15 Uhr und 19 Uhr erschlagen wurde. Einen Zeitpunkt nach 19 Uhr konnte er aber nicht sicher ausschließen, da der 90-Prozent-Streubereich aus dem Obduktionsergebnis zwischen 15 Uhr und 23 Uhr liegt.
Nach Überzeugung der Ermittler kam als Täter ausschließlich Charlotte Böhringers Neffe Benedikt Toth in Betracht. Er habe seine Tante ermordet, um eine Enterbung wegen des Abbruchs des Studiums zu verhindern. Toth hingegen bestreitet die Tat bis heute. Er gab an, am Tattag mit einer Erkältung allein zu Hause gewesen zu sein, womit ihm ein Alibi fehlte. Die Verteidigung beantragte eine nachträgliche 3D-Rekonstruktion des Tatorts und erhoffte sich Aufschlüsse darüber, ob der Täter Rechts- oder Linkshänder war. Nach den Indizien ist davon auszugehen, dass die Tat mit der rechten Hand begangen wurde. Benedikt Toth ist aber Linkshänder. Laut dem Gutachten eines Neurologen könnte aber auch ein Linkshänder mit dem Hammer in der rechten Hand tödlich zuschlagen.
DNA-Spuren am Umschlag des Testaments sowie am Blazer des Opfers konnten Toth zugeordnet werden, allerdings war eine Bestimmung ihres Alters nicht möglich. Die Verteidigung legte Beweise vor, wonach Toths DNA-Spuren auch an anderen Kleidungsstücken des Opfers zu finden waren, da er regelmäßig Umgang mit seiner Tante hatte. Deshalb seien die Spuren kein Beweis für seine Täterschaft. Die Spuren auf dem Briefumschlag könnte er auch hinterlassen haben, bevor das Testament dort hineingelegt wurde.
Bei seiner Festnahme am 18. Mai hatte Toth mehr als 2000 Euro in Geldscheinen bei sich, darunter drei 500-Euro-Scheine, die vom Opfer stammten. Auf zwei der 500-Euro-Scheine wurde eindeutig DNA-Material von Böhringer festgestellt, einer der beiden Scheine wies zusätzlich eine Blutanhaftung auf. Nach dem Gutachten einer Rechtsmedizinerin war aber nicht feststellbar, um wessen Blut es sich handelte, und bei den DNA-Spuren blieb unklar, wann und in welcher Form sie auf die Scheine gekommen waren. Letztlich konnte ein Bezug zu dem Mord anhand der Geldscheine nicht nachgewiesen werden.
Böhringer ließ sich täglich drei bestimmte Zeitungen in einer Tüte an die Wohnungstür hängen, um sie später hereinzuholen und zu lesen. Drei deckungsgleiche Zeitungen vom Tag des Mordes, zwei davon als stadtteilspezifische Ausgaben, fand die Polizei in der Wohnung von Toth.
Am 2. Mai 2007 konnte man in der Wohnung von Charlotte Böhringer DNA-Spuren sichern, die mit Spuren im Fall Ursula Herrmann identisch sind. Wie dieses Material dorthin kam, ist bis heute nicht geklärt. Diese möglicherweise entlastende Spur wurde vom Gericht nicht als Beweis zugelassen und durch Verunreinigungen im Labor erklärt.

## Juristische Aufarbeitung

### Urteil des Landgerichts München I
Am 2. Mai 2007 begann die ursprünglich auf 13 Tage angesetzte Hauptverhandlung unter dem Vorsitz von Richter Manfred Götzl. Nach über 15 Monaten und insgesamt 93 Verhandlungstagen endete sie am 12. August 2008 mit der Verurteilung des Angeklagten Benedikt Toth zu einer lebenslangen Freiheitsstrafe wegen Mordes. Damit verbunden war die Feststellung der besonderen Schwere der Schuld, was eine vorzeitige Entlassung auf Bewährung nach 15 Jahren ausschließt. Demnach hätte Benedikt Toth mindestens bis zum Jahr 2028 in Haft bleiben müssen.
Bargeld und Zeitungen aus dem Besitz des Opfers, DNA-Spuren, Gelegenheit, Motiv, Nachtatverhalten und fehlendes Alibi bildeten für das Gericht eine für die Verurteilung ausreichende Indizienkette. Dieses erwähnt in seinem Urteil auch Diebstähle des Verurteilten vom Februar 2006 zum Nachteil des späteren Mordopfers. Sie beziffern sich auf über 3500 Euro. Benedikt Toth hatte dazu angegeben, im Auftrag seiner Tante gehandelt zu haben. Nach seiner Darstellung wollte sie einem Mitarbeiter kündigen und dies mit einer fingierten Unterschlagung begründen.
Als Motiv für den Mord nahm das Gericht Habgier an. Der Verurteilte habe gefürchtet, dass die Tante das Scheitern seines Jura-Studiums bemerken und ihn deshalb enterben könnte. Ihr hatte er suggeriert, das Erste Staatsexamen bestanden zu haben, obwohl er nicht zur Prüfung angetreten war. Im Herbst hätte er das Zweite Staatsexamen ablegen müssen. Spätestens zu diesem Zeitpunkt drohte ein Streit. Charlotte Böhringer hatte Benedikt Toth nämlich nur unter der Bedingung als Erben eingesetzt, dass er die Ausbildung zum Juristen erfolgreich abschließt. Hinsichtlich der Plausibilität des Tathergangs stellte das Landgericht München I in seinem Urteil dar, dass Toth das Tatwerkzeug, obwohl Linkshänder, in die rechte Hand nahm, da sich die Wohnungstür nach links öffnet. Dadurch habe er ein Zudrücken der Tür mit der linken Hand verhindern und gleichzeitig zuschlagen können, ohne durch das Türblatt behindert zu sein.

### Gescheiterte Revision
Eine gegen das Urteil des Landgerichts München I vom 12. August 2008 (Az. 1 Ks 128 Js 10979/06) eingelegte Revision wurde vom Bundesgerichtshof verworfen.
Daraufhin erstattete Benedikt Toths Anwalt Ermin Brießmann, langjähriger Vorsitzender Richter am Bayerischen Obersten Landesgericht, Strafanzeige gegen die Richter des 1. Strafsenats am Bundesgerichtshof und den zuständigen Bundesanwalt wegen Rechtsbeugung und Freiheitsberaubung seines Mandanten.

### Fingierter Erbrechtsstreit
Das Strafgericht hatte Benedikt Toths Erbteil – 50 Prozent vom Nachlass der Charlotte Böhringer – im Urteil vom 12. August 2008 für „verfallen“ erklärt, womit diese Hälfte des Vermögens dem Staat zugefallen wäre. Sein Bruder Mate jedoch verklagte ihn im April 2011 in einem Zivilprozess vor dem Landgericht München I wegen Erbunwürdigkeit. Das geschah allerdings nicht in der Absicht, Benedikt zu schaden oder seine Schuld an der Tat festzustellen. Er wollte vielmehr den Einzug des Erbteils verhindern und gleichzeitig eine neue Beweisaufnahme hinsichtlich des Mordes erreichen. Die Brüder und ihre Familie hofften, dass dabei neue Indizien an den Tag kämen, die Grundlage für ein Wiederaufnahmeverfahren und letztlich einen Freispruch sein könnten.
Nachdem die Zivilrichter viele Zeugen aus dem Mordprozess noch einmal angehört hatten, beurteilten sie die Beweiswürdigung der Strafkammer als problematisch und hielten deren Urteil für nicht hinreichend begründet. Um trotzdem für erbunwürdig erklärt zu werden, verteidigte sich Benedikt Toth nicht länger gegen die Klage seines Bruders. Gegen ihn erging ein Versäumnisurteil, in dem seine Erbunwürdigkeit festgestellt wurde. Dadurch fiel das gesamte Erbe an Mate, der Verfall von Benedikts Anteil war abgewendet.

### Bemühungen um ein neues Verfahren
Eine Gruppe von Unterstützern, die sich Bürgerinitiative ProBence (nach dem Spitznamen von Benedikt Toth) nennt, setzt sich für die Wiederaufnahme des Strafverfahrens ein. Einen am 1. Oktober 2012 tatsächlich gestellten Wiederaufnahmeantrag wies das Landgericht Augsburg am 5. Dezember 2014 ab. Das Oberlandesgericht München bestätigte am 24. Juli 2015 diese Entscheidung. Die Familie von Benedikt Toth hatte zuvor 250.000 Euro Belohnung für neue Hinweise ausgelobt, die zur rechtskräftigen Verurteilung einer anderen Person führen. Gegen die Entscheidung des Oberlandesgerichts legte Toth Verfassungsbeschwerde ein, die am 18. April 2016 zurückgewiesen wurde.
Am 1. Februar 2019 beantragte der Verurteilte nochmals ein Wiederaufnahmeverfahren beim Landgericht München I. Im Mai 2020 wies das Landgericht Augsburg auch diesen Antrag zurück. Die beim Oberlandesgericht München eingelegte sofortige Beschwerde wurde am 21. Juli 2021 ebenfalls abgewiesen. 2025 nahm das Landgericht Augsburg einen weiteren Wiederaufnahmeantrag Toths in zwei Aspekten an.

### Freilassung von Benedikt Toth
Benedikt Toth wurde am 24. April 2023 nach 17 Jahren Haft aus der Justizvollzugsanstalt Straubing entlassen. Die Entlassung erfolgte wenige Wochen vor dem festgesetzten Termin, da sich Toth in der Haft Freistellungstage erarbeitet hatte, die ihm angerechnet wurden.

## Rezeption und Kritik am Urteil
Der sogenannte Parkhausmord fand von Anfang an große Aufmerksamkeit in den Medien und wurde Gegenstand einer intensiven Litigation-PR.
Die Täterschaft von Benedikt Toth wurde immer wieder angezweifelt. Eine Theorie besagt, Charlotte Böhringer hätte in ihrer Wohnung sehr viel Bargeld (bis zu einer Million Euro) aufbewahrt und sei Opfer eines Raubmordes geworden. Dass ihr Neffe in Verdacht geraten würde, hätten die Täter erwartet und gewollt. Der Kriminalist und Profiler Axel Petermann kritisiert die Ermittlungsarbeit der Kriminalpolizei in diesem Fall. Diese habe den Todeszeitpunkt falsch ausgerechnet und Blutspritzer fehlgedeutet. Böhringer sei nicht in der Wohnungstür, sondern weiter drinnen erschlagen worden. Inzwischen gibt es auch Zweifel, ob sich die an der Jacke des Opfers gefundenen DNA-Spuren eindeutig Benedikt Toth zuordnen lassen. Nach Auffassung des Gerichtsmediziners Peter Schneider können sie auch von nahen Verwandten (etwa seiner Mutter oder seinem Bruder) stammen und müssen keinen Bezug zur Tat haben. Andere hingegen halten das Urteil für korrekt. Sie werfen den Kritikern vor, diesen Fall einseitig zu betrachten und voreilige Schlüsse zu ziehen.

## Verfilmung
Der Fall ist Thema des Dokumentarfilms Anklage Mord. Ein Freund vor Gericht von Daniela Agostini aus dem Jahr 2010.
Auch der Dokumentarfilm Ich war es nicht! Zwei Urteile und viele Zweifel von Gunther Scholz aus dem Jahr 2016 widmet sich dem Fall und beleuchtet vor allem die Verbindung zum Fall Ursula Herrmann.
In der Sendung Tatsache Mord vom 24. August 2016 auf Sat.1 wurde unter anderem auch dieser Mordfall behandelt und halbdokumentarisch präsentiert.